# Sirod
Sirod é uma comuna francesa na região administrativa de Borgonha-Franco-Condado, no departamento de Jura. Estende-se por uma área de 16,1 km². Em 2010 a comuna tinha 542 habitantes (densidade: 33,7 hab./km²).